# Новопетровка (Матвієвський район)
Новопетро́вка (рос. Новопетровка) — село у складі Матвієвського району Оренбурзької області, Росія.

## Населення
Населення — 58 осіб (2010; 82 у 2002).
Національний склад (станом на 2002 рік):
- росіяни — 78 %